# Hrist
Hrist nella mitologia norrena è una valchiria. Il suo nome significa "Colei che trema".
Viene menzionata in Grímnismál 40-41, in cui Odino chiede a Hrist e Mist di portargli il suo corno. Viene citata anche nell'Edda in prosa da Snorri Sturluson nel Nafnaþulur, dove l'autore fa un elenco di tutte le valchirie di Odino.

## Nella cultura di massa
- Hrist appare nel manga e anime Record of Ragnarok dove affianca Kojiro Sasaki nel terzo duello contro Poseidone.
- Appare anche nel videogioco God of War Ragnarök. Qui lei insieme a Mist e Gna sono le tre valchirie fedeli a Odino. Hrist e Mist vengono inviate a Muspellheim per fermare Kratos e Atreus prima che trasformino Surtur in Ragnarok. Le due affrontano lo spartano e il figlio venendo sconfitte e Hrist viene uccisa da Atreus.